# Skogens IF

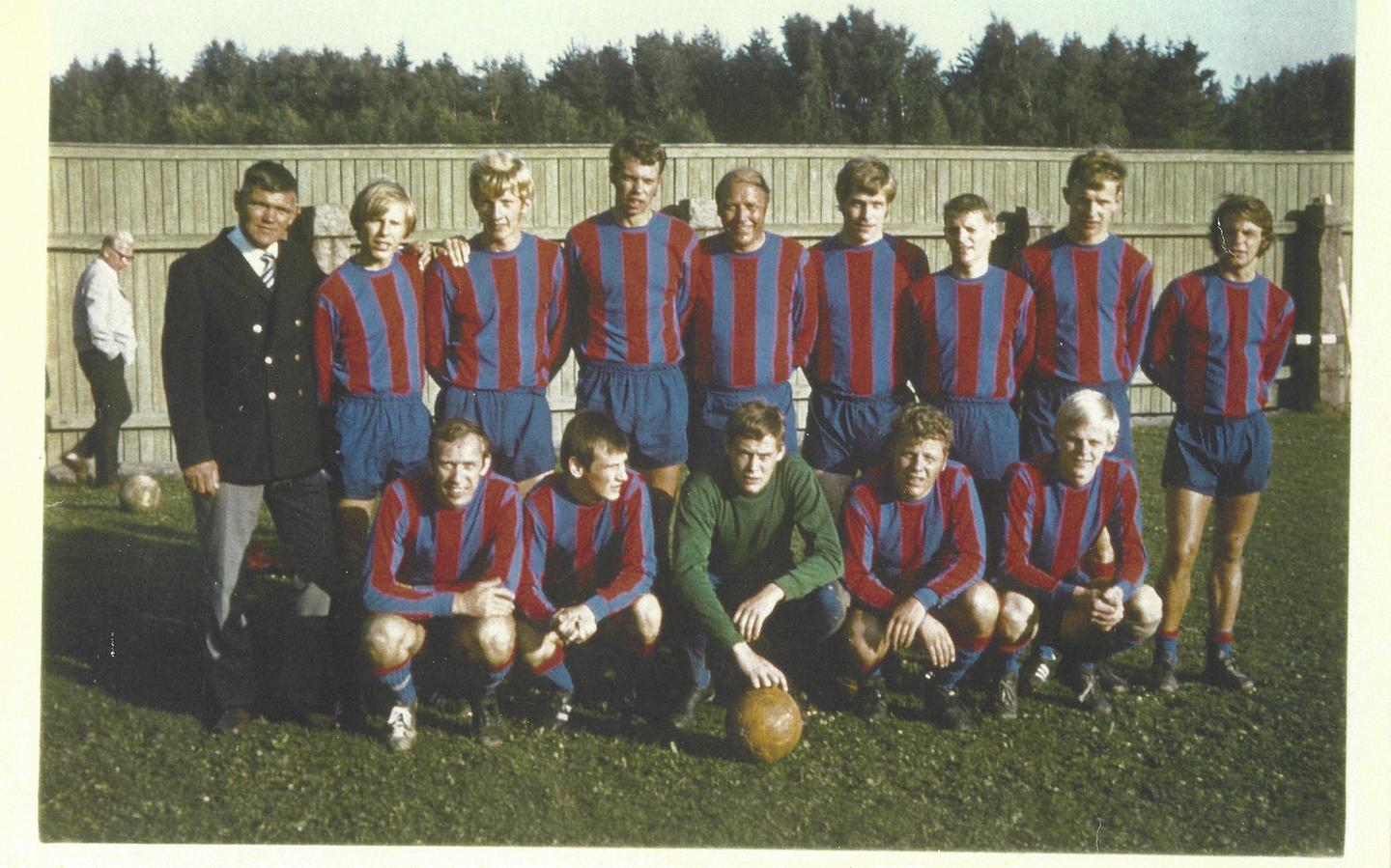
Skogens IF 1970. Stehend von links: Leif Sundberg (Mannschaftsführer), Jan Larsson, Karl-Henrik "Karla" Larsson, Christer Olofsson, Gunnar Gren, Eddy Magnusson, Leif Svensson, Olle Berglund, Lars Freme. Kniend von links: Roy Olsson, Roger Bodin

Skogens IF war ein schwedischer Fußballverein aus Göteborg. Die Mannschaft spielte insgesamt zehn Spielzeiten in der zweithöchsten Spielklasse des Landes.

## Geschichte
Skogens IF gründete sich 1922. Bei der Einführung der schwedischen Ligapyramide gegen Ende des Jahrzehnts unterklassig eingeordnet, stieg die Mannschaft 1933 in die Drittklassigkeit auf. Dort etablierte sie sich im Laufe der Zeit im vorderen Tabellenbereich. Nach zwei Vizemeisterschaften und einmal Scheitern gegen Skara IF in der Aufstiegsrunde gelang 1941 nach Erfolgen gegen IF Heimer in der Aufstiegsrunde erstmals der Aufstieg in die zweithöchste Liga. War mit einem fünften Tabellenplatz 1943 das beste Ergebnis gelungen, stieg der Klub mit fünf Pluspunkten zwei Jahre später wieder ab und wurde in der Folge in den unterklassigen Ligabereich durchgereicht.
Mitte der 1950er Jahre kehrte Skogens IF in die dritte Liga zurück, wo sich die Mannschaft drei Spielzeiten hielt. Nach dem erneuten Aufstieg 1961 setzte sich der Klub schnell im vorderen Ligabereich fest, 1965 reichte es sechs Punkte vor IK Oddevold zum Staffelsieg. Zunächst spielte die Mannschaft gegen den Abstieg, 1968 überraschte sie jedoch als Tabellendritter hinter Jönköpings Södra IF und Skövde AIK. Der Erfolg ließ sich nicht bestätigen, bereits in der anschließenden Saison belegte der Verein gemeinsam mit Karlstad BK und Kinna IF einen Abstiegsplatz. Drei Punkte vor den punktgleichen Verfolgern Göteborgs AIK und Trollhättans IF direkt wieder aufgestiegen trat die Mannschaft erneut zwei Spielzeiten in der zweiten Liga an. Gemeinsam mit IFK Ystad, Kungshamns IF und Perstorps SK verabschiedete sich der Klub Ende 1972 vom Zweitligafußball. Anfangs spielte er noch um den Wiederaufstieg, stieg aber 1975 in die Viertklassigkeit ab. Zwischen 1978 und 1980 kurzzeitig erneut drittklassig, stürzte der Klub in der Folge in den unterklassigen Ligabereich ab.
1998 stieg Skogens IF erneut in die vierte Liga auf und verpasste hinter Ytterby IS den direkten Durchmarsch in die Drittklassigkeit. Zwei Jahre später erfolgte der erneute Wiederabstieg, dem zwei Jahre später der Gang in die Sechstklassigkeit folgte. Anschließend stieg die Mannschaft bis in die achte Liga ab, aus der sie 2010 Wiederaufstieg.
Ende 2013 wurde der Spielbetrieb eingestellt und der Klub im folgenden Jahr aufgelöst.

## Trainer
- Gunnar Gren (1970)